# Великое восстание сатрапов
Великое восстание сатрапов — восстание в империи Ахеменидов нескольких сатрапов против власти персидского царя Артаксеркса II Мнемона.
Датам, сатрап Каппадокии и талантливый полководец, унаследовал сатрапию от своего отца Камиссара после 384 года до н. э. Он был уважаемым военачальником, но возникшие позднее трения с царским двором привели к его восстанию в 372 году до н. э. Царь приказал соседним сатрапам Автофрадату (Лидия) и Арттумпаре (Ликия) подавить восстание, но Датам успешно противостоял их нападениям.
Ариобарзан, сатрап Фригии и сын правителя Понта, был назначен сатрапом Геллеспонтской Фригии до тех пор, пока Артабаз, законный наследник сатрапии, не сможет занять эту должность. Но когда Артабаз был готов взять сатрапию под своё руководство, Ариобарзан отказался это сделать и присоединился к восстанию Датама в 366 году до н. э. Ариобарзан искал помощь в соседних государствах, и он получил её от спартанского царя Агесилая II. Ариобарзан находился под осадой карийского правителя Мавсола и Автофрадата, пока Агесилай через переговоры не вынудил осаждающих отступить. Ариобарзан был убит в 363 году до н. э. в результате предательства его сына Митридата.
В 362 году до н. э. сатрап Армении Оронт I восстал, после того как он получил приказ от царя отправиться в Мисию; его благородное происхождение вынудило других сатрапов признать его лидером восстания, но Оронт через некоторое время пришёл к соглашению с персидским царем и предал других сатрапов и восстание вскоре окончилось поражением мятежников. Оронт получил большую часть побережья Эгейского моря, а Датам был убит после того, как его зять Митробарзан предал его. Ариобарзан был также убит, но другие сатрапы были помилованы после окончания мятежа.
Согласно И. Е. Сурикову — справедливо отмечается, что «сатрапы в действительности вовсе не намеревались отделиться и стать независимыми государями. Они фрондировали с целью обеспечить себе более выгодные позиции в переговорах с царем».